# はるさめ (護衛艦・初代)
はるさめ（ローマ字：JDS Harusame, DD-109、ASU-7008）は、海上自衛隊の護衛艦。むらさめ型護衛艦 (初代)の3番艦。艦名は「春に静かに降る雨」に由来し、この名を受け継ぐ日本の艦艇としては、旧海軍春雨型駆逐艦「春雨」、白露型駆逐艦「春雨」に続き3代目に当たる。

## 艦歴
「はるさめ」は、昭和32度計画1,800トン型警備艦1609号艦として浦賀船渠で1958年6月17日に起工され、1959年6月18日に進水、1959年12月15日に就役し、舞鶴地方隊に編入された。
1960年1月16日、第1護衛隊群隷下の第10護衛隊に編入された。
1961年2月1日、第10護衛隊が自衛艦隊隷下に再編された第2護衛隊群隷下に編成替え。
海上自衛隊は昭和34年度から国産の射撃指揮装置の研究に着手し、試作を行い「はるさめ」で実用実験を行うこととなった。1965年に艦橋上のMk.63及びMk.57射撃指揮装置を撤去し、試作射撃指揮装置と換装された。本艦での技術試験及び実用試験を経て、1968年に制式採用されたのが68式射撃指揮装置（GFCS-0型）である。
1967年3月、艦尾の爆雷投下軌条及び爆雷投射機が撤去され、VDS（可変深度ソナー）が装備された。
1968年、遠洋練習航海に参加。
1969年3月15日、第10護衛隊が第3護衛隊群隷下に編成替え。
1979年8月1日から9月14日にかけて対潜兵装の換装が行われ、短魚雷落射機を撤去し、68式3連装短魚雷発射管を装備した。
1984年3月30日、第10護衛隊が廃止となり第3護衛隊群に直轄艦として編入。
1985年3月5日、特務艦に種別変更され、艦籍番号がASU-7008に変更。第1潜水隊群に直轄艦として編入され、定係港が呉に転籍。潜水艦の訓練支援を任務とし、艦尾のVDS（可変深度ソナー）が撤去され、魚雷揚収設備が追加された。
1989年5月31日、除籍。29年間の艦歴において地球約30周分にあたる約66万浬を航海している。

### 歴代艦長
| 代 | 氏名       | 在任期間                | 出身校・期 | 前職 | 後職 | 備考    |
| -- | ---------- | ----------------------- | ---------- | ---- | ---- | ------- |
| 1  | 小川左右民 | 1959.12.15 – 1960.12.23 | 海兵65期   |      |      |         |
| 2  | 在原 浩    | 1960.1.24 – 1960.12.18  |            |      |      |         |
| 3  | 山本勝知   | 1960.12.19 – 1962.12.20 |            |      |      |         |
| 4  | 松元金一   | 1962.12.21 – 1964.12.18 |            |      |      |         |
| 5  | 前川泰四郎 | 1964.12.19 – 1966.9.26  |            |      |      |         |
| 6  | 小林浩之   | 1966.9.27 – 1967.9.17   |            |      |      |         |
| 7  | 西出 嵒    | 1967.9.18 – 1968.11.11  |            |      |      |         |
| 8  | 東 堂之    | 1968.11.12 – 1970.9.2   |            |      |      |         |
| 9  | 石崎勝之助 | 1970.9.3 – 1971.11.30   |            |      |      |         |
| 10 | 藤本正夫   | 1971.12.1 – 1974.6.20   | 海兵77期   |      |      |         |
| 11 | 田辺元起   | 1974.6.21 – 1975.6.30   | 海兵76期   |      |      |         |
| 12 | 田村 昭    | 1975.7.1 – 1976.8.19    |            |      |      |         |
| 13 | 丸山敏視   | 1976.8.20 – 1977.4.9    |            |      |      |         |
| 14 | 高野良三   | 1977.4.10 – 1978.8.9    |            |      |      |         |
| 15 | 藤原弘文   | 1978.8.10 – 1979.8.20   |            |      |      | 3等海佐 |
| 16 | 中村英昭   | 1979.8.21 – 1980.12.4   | 防大5期    |      |      |         |
| 17 | 寺西 弘    | 1980.12.5 – 1982.8.1    |            |      |      |         |
| 18 | 野末博行   | 1982.8.2 – 1983.8.9     | 防大8期    |      |      |         |
| 19 | 佐藤存史   | 1983.8.10 -             |            |      |      | 3等海佐 |